# Temple of Brutality
Temple of Brutality ist eine US-amerikanische Thrash-Metal-Band aus Nashville, Tennessee, die im Jahr 2004 gegründet wurde.

## Geschichte
Die Band wurde im Jahr 2004 von Megadeth-Bassist David Ellefson gegründet. Kurze Zeit später kamen Gitarrist Peter Scheithauer und Schlagzeuger Stet Howland, welcher schon vorher bei W.A.S.P. tätig war, zur Besetzung. Den Posten des Sängers übernahm Todd Barnes. Mitte 2005 folgten die Aufnahmen zum Debütalbum Lethal Agenda, jedoch erschien das Album erst Ende Mai 2006 in Europa über Demolition Records. Der Veröffentlichung folgten diverse Touren.

## Stil
Die Band spielt Thrash Metal, der teilweise Einflüsse aus dem Hardcore bezieht, sodass die Musik als eine Mischung aus Slayer, Pantera und Pro-Pain beschrieben wird.

## Diskografie
- 2006: Lethal Agenda (Album, Demolition Records)